# Stanisławowo (województwo pomorskie)
Stanisławowo (niem. Schönau) – wieś w Polsce położona w województwie pomorskim, w powiecie gdańskim, w gminie Cedry Wielkie. 
Wieś na obszarze Żuław Gdańskich. Do 1 stycznia 2013 przez Stanisławowo przebiegała Droga wojewódzka nr 227.
Wieś należąca do Żuław Steblewskich terytorium miasta Gdańska położona była w drugiej połowie XVI wieku w województwie pomorskim. W latach 1975–1998 miejscowość położona była w województwie gdańskim.
Wieś stanowi sołectwo gminy Cedry Wielkie.